# 哈爾德

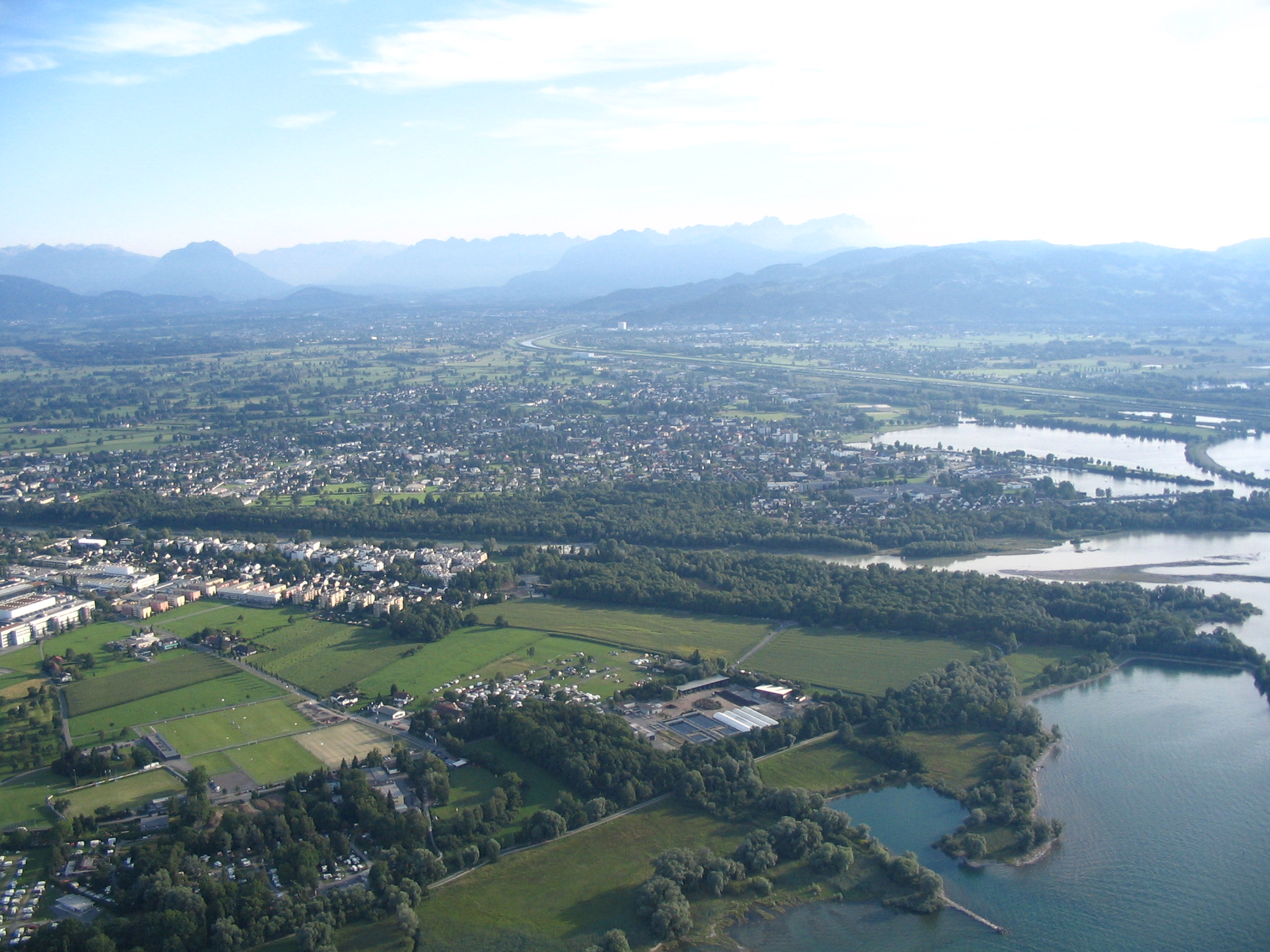

哈爾德（德語：Hard）是奧地利的城鎮，位於該國西部波登湖南岸，由福拉爾貝格州負責管轄，面積17.46平方公里，海拔高度399米，阿拉曼人自公元700年左右在該地區居住，2012年人口12,696。

## 外部連結
- Town of Hard（页面存档备份，存于）